# Mein Onkel Sosthene
Mein Onkel Sosthène (auch Onkel Sosthène, französisch Mon oncle Sosthène) ist eine Novelle von Guy de Maupassant. Die Erstveröffentlichung erfolgte unter dem Pseudonym Maufrigneuse am 12. August 1882 in Gil Blas.

## Handlung
Der Erzähler berichtet von seinem Onkel Sosthene, der als Freigeist der Kirche abhold war und den der Anblick eines Geistlichen in Wut versetzte. Als Onkel Sosthene erkrankt, beschließt der Erzähler, ihm einen Streich zu spielen. Er bittet einen Jesuitenpater, dem Onkel die Beichte abzunehmen, macht aber zur Bedingung, dass dieser dem Onkel nicht verraten darf, wer ihn über die Erkrankung des Onkels informiert hat. Leider geht der Spaß nicht wie gewünscht aus: Der Onkel glaubt, der Pater habe auf wundersame Weise von seinem Gesundheitszustand erfahren, wird bekehrt und ändert sein Testament zugunsten des Paters.